# Егор
Его́р — русское мужское имя; является фонетическим вариантом имени Георгий, возникшим из-за невозможности произношения в древнерусской речи начального мягкого [г].
Имена Юрий и Георгий образовались в русском языке из одного и того же греческого имени Георгиос. У греков это имя было эпитетом Зевса и означало «земледелец». По преданию, Зевс покровительствовал земледелию и земледельцам. В русском языке это имя, как заимствованное, появилось в X веке. Но по законам древнерусского языка в то время невозможно было произнести в начале слова мягкое [г] перед [е]. Имя превратилось в Еорий и затем — в Юрий. Повторное заимствование этого имени произошло в XVII веке при исправлении церковных книг. Оно опять было записано в форме Георгий, но опять фонетические законы русского языка, несколько изменившиеся к тому времени, не допустили такого произношения в русском языке. Имя изменилось на Его́ргий, Его́рий, Его́р. От этого имени произошла фамилия Егоров.